# حسن زمانی
حسن زمانی (زادهٔ ۱۳۳۷ در ملایر) نمایندهٔ حوزهٔ انتخابیهٔ ملایر در دورهٔ هفتم مجلس شورای اسلامی بوده‌است. وی پیش‌تر در دورهٔ پنجم نیز عضو این مجلس بود.